# 거문초등학교 서도분교
거문초등학교 서도분교는 대한민국 전라남도 여수시 삼산면 서도리에 있었던 공립 초등학교이다.

## 학교 연혁
- 1905년 11월 16일: 사립 낙영학교 개교
- 1912년 6월 20일: 거문사립보통학교 개편
- 1920년 11월 5일: 거문공립보통학교 개편
- 1938년 4월 1일: 서도공립심상소학교로 개칭
- 1941년 4월 1일: 서도공립국민학교로 개칭
- 1996년 3월 1일: 서도초등학교로 개칭
- 1999년 3월 1일: 거문초등학교 서도분교장 격하
- 2012년 2월 18일: 제67회 졸업식
- 2013년 2월 15일: 제68회 졸업식
- 2019년 2월 28일: 폐교[1]

## 참고 자료
- 거문초등학교서도분교장 - 한국교육학술정보원 학교알리미